# Loches
Loches je naselje in občina v osrednji francoski regiji Center, podprefektura departmaja Indre-et-Loire. Leta 2009 je naselje imelo 6.478 prebivalcev.

## Geografija
Kraj leži v francoski pokrajini Touraine na levem bregu reke Indre, 42 km jugovzhodno od Toursa.

## Uprava
Loches je sedež istoimenskega kantona, v katerega so poleg njegove vključene še občine Azay-sur-Indre, Beaulieu-lès-Loches, Bridoré, Chambourg-sur-Indre, Chanceaux-près-Loches, Chédigny, Dolus-le-Sec, Ferrière-sur-Beaulieu, Perrusson, Reignac-sur-Indre, Saint-Bauld, Saint-Hippolyte, Saint-Jean-Saint-Germain, Saint-Quentin-sur-Indrois, Sennevières, Tauxigny in Verneuil-sur-Indre z 18.790 prebivalci.
Naselje je prav tako sedež okrožja, v katerem se nahajajo kantoni Descartes, Grand-Pressigny, Ligueil, Loches, Montrésor in Preuilly-sur-Claise z 49.911 prebivalci.

## Zgodovina
Loches, rimski Leucae, je zrasel okoli samostana sv. Oursa, ustanovljenega približno leta 500, in je pripadal anžujskim grofom od 886 do 1205. Tega leta ga je zasedel francoski kralj Filip Avgust, pred tem v rokah Ivana Brez dežele. Grad je bil od sredine 13. stoletja pa vse tja do Karla IX. rezidenca francoskih kraljev.

## Zanimivosti
Loches je na seznamu francoskih umetnostno-zgodovinskih mest
- Kraj, eden najslikovitejših v osrednji Franciji, leži v vznožju skalnatega hriba, na katerem stoji Château de Loches, grad družine Anjou, obkrožen  z zunanjim zidom, znotraj katerega so še stara samostanska cerkev sv. Oursa, kraljeva loža in stolp.
  - Cerkev sv. Oursa datira v čas od 10. do 12. stoletja; med njenimi pomembnimi značilnostmi so velike kamnite piramide, ki se dvigajo nad cerkveno ladjo, in lepo izrezljana zahodna vrata.
  - Kraljeva loža, zgrajena pod Karlom VII., ki je nekdaj bila uporabljena kot sedež podprefekture, vsebuje grobnico Agnès Sorel in oratorij Ane Bretanjske. Semkaj je 11. maja 1429 prispela Ivana Orleanska po sveže izbojevani zmagi pri Orleansu, da bi se srečala s kraljem.
  - Grajsko stolpišče vključuje poleg porušenega osrednjega stolpa (12. stoletje) še stolp Martelet, poznan kot ječa milanskega vojvode Ludovica Sforze, ki je tukaj umrl leta 1508, ter Tour Ronde, zgrajen pod Ludvikom X., ki je vseboval znamenite železne kletke, v katerih so bili zaprti državni ujetniki.
- Loches poleg mestne hiše hôtel-de-ville vsebuje več hiš iz obdobja renesanse.
- Na desnem bregu reke Indre, nasproti kraju, leži njegovo predmestje - vas Beaulieu-lès-Loches, nekdaj sedež baronstva.

## Osebnosti
- Alfred de Vigny (1797-1863), romantični pesnik, pisatelj in dramaturg;

## Pobratena mesta
- St Andrews, Škotska (Združeno kraljestvo),
- Wermelskirchen (Severno Porenje - Vestfalija, Nemčija).